# Cosmetică

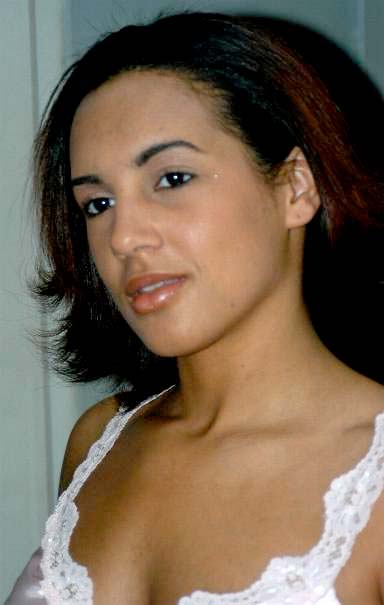
Putem observa puțin fond de ten, fard pe pomeți, sprâncenele pensate, dermatograf negru simplu

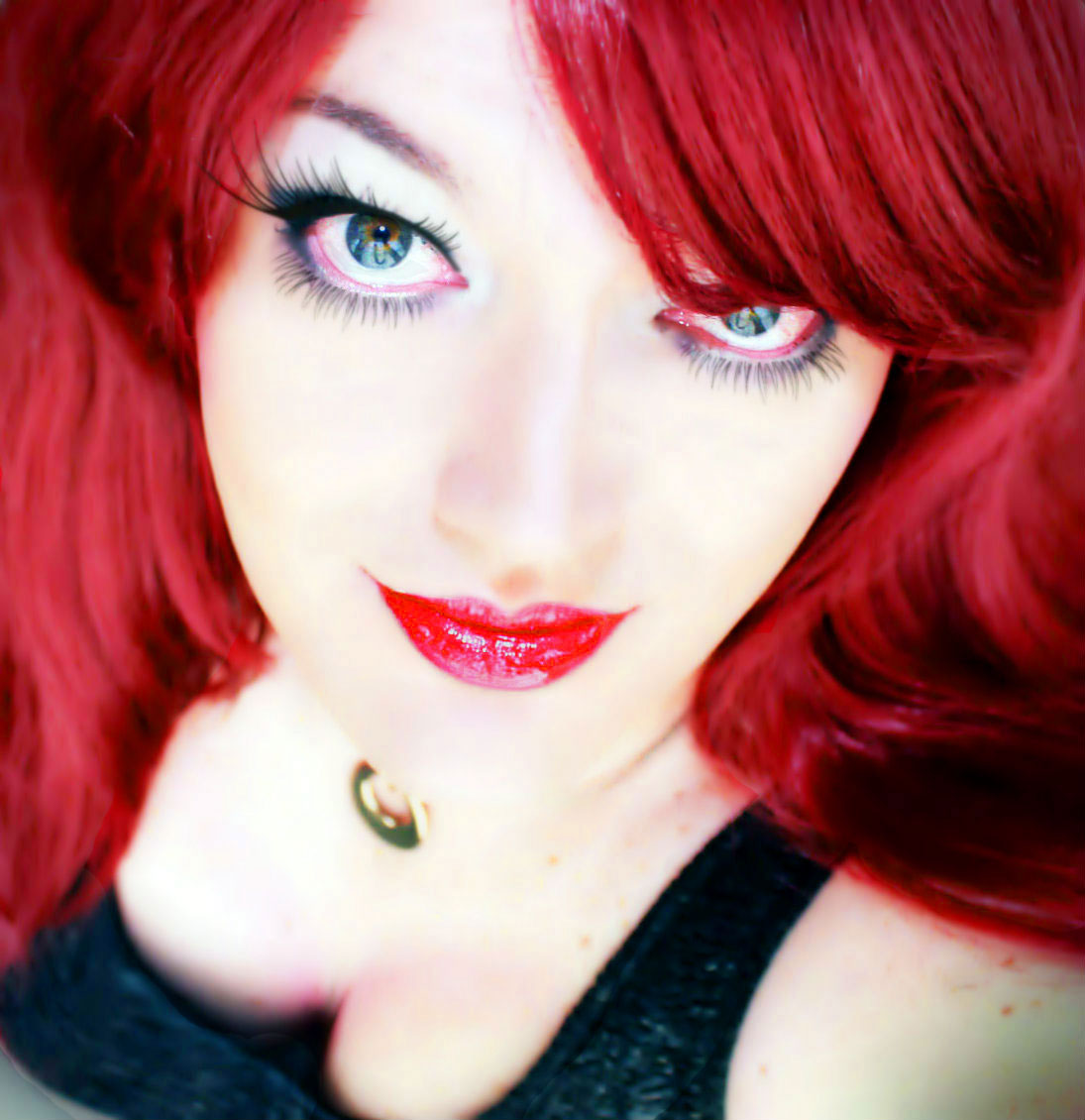
Femeie purtând mai multe forme de cosmetice, inclusiv ruj, dermatograf, fard de ochi și vopsea de păr

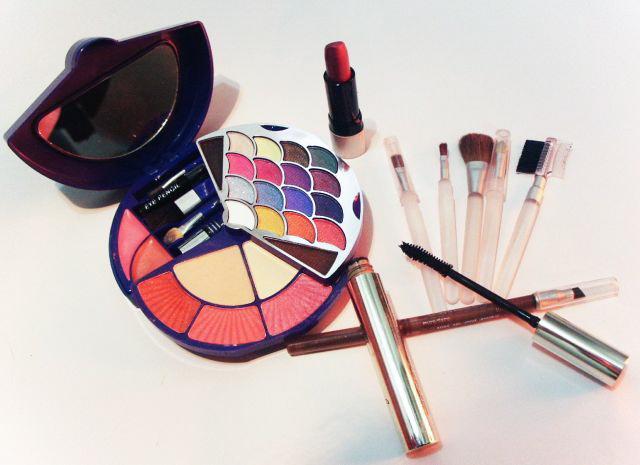
Cosmetice și instrumente asortate

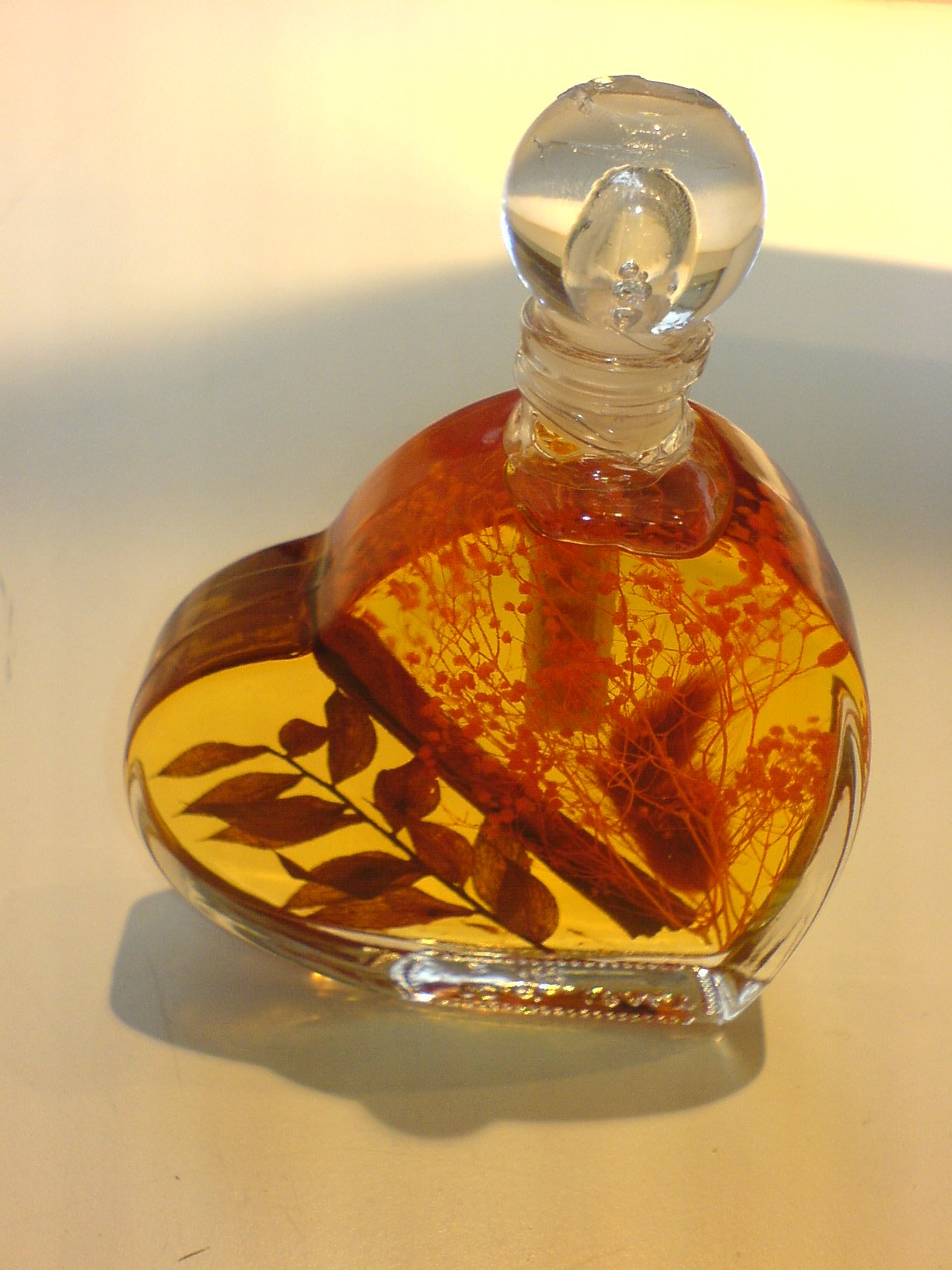
Ulei vegetal pentru îmbăiere

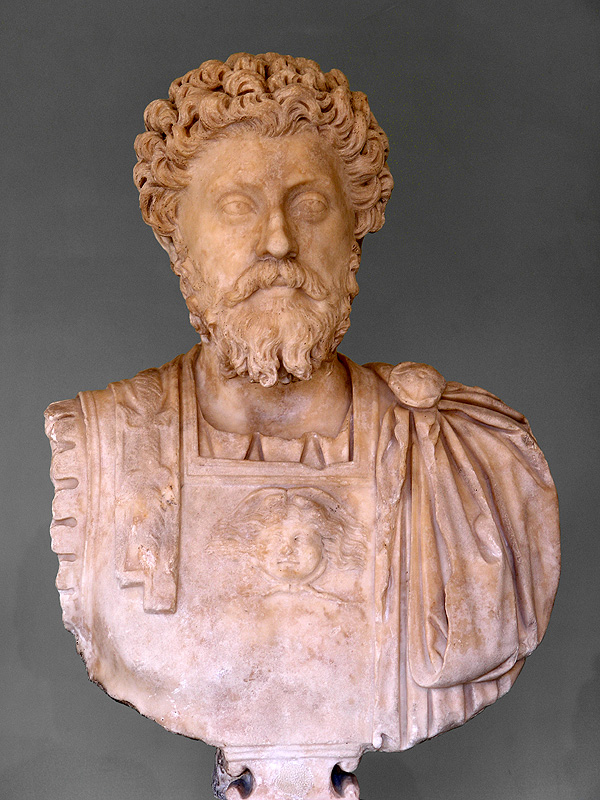
Împăratul Marc Aureliu

Cosmetica (greacă κοσμετικός kosmetikós - aranja, împodobi) este arta și practica îngrijirii, păstrării și înfrumusețării corpului uman, în special a feței și a părului. Ele sunt, în general, amestecuri de compuși chimici, unele fiind derivate din surse naturale (cum ar fi uleiul de cocos) și multe fiind sintetice.
Cosmetica apare și se răspândește în secolul XVIII, ea este numită „cosmétique“ în Franța, termenul ajunge să fie folosit în Germania abia din anul 1850, până în secolul XVIII se foloseau termenii  pentru înfrumusețare, „cosmetica medicamenta” și „ ars cosmetica”.
Cu aproape două milenii în urmă, împăratul și filozoful roman Marc Aureliu spunea că aspectul exterior al omului este “cea mai bună scrisoare de recomandare a lui“. Or, în compunerea acestui aspect exterior cosmetica ocupă un loc cât se poate de important.

## Istorie
Cuvântul cosmetice provine din greacă κοσμητικὴ τέχνη (kosmetikē tekhnē) însemnând „tehnica de aranjare și împodobire”, de la κοσμητικός (kosmētikos), „specialist în ordonare sau aranjare” și de la κόσμος (kosmos), care înseamnă, printre altele, „ordine” și „podoabă”.
Primele dovezi arheologice care atestă prezența cosmeticelor vin din mormintele faraonilor egipteni. Există dovezi arheologice care datează cel puțin din Egiptul antic și Grecia antică. Potrivit unei surse, evoluții majore precoce includ:
- Kohl folosit în Egiptul antic ca protecție pentru ochi
- Uleiul de ricin folosit în Egiptul antic ca balsam protector.
- Creme de piele din ceară de albine, ulei de măsline și apă de trandafiri, descrise de romani.
- Vaselină și lanolină în secolul al XIX-lea.
- Nivea în 1911.

### Europa
Grecii antici utilizau, de asemenea, produse cosmetice. Cosmeticele sunt menționate în Vechiul Testament.
În Evul Mediu european, tenul pal era considerat un ideal de frumusețe. Pentru a accentua acest contrast, prostituatele spaniole foloseau farduri roz, aplicate pe obraji. În Italia secolului al XIII-lea, femeile din clasele sociale înalte purtau ruj roșu, considerat un simbol al statutului.
Utilizarea produselor cosmetice a continuat pe tot parcursul Evului Mediu, când tenul era albit, iar obrajii erau colorați în roșu pentru a crea un aspect viu și delicat. O figură notabilă a epocii este Anna Hebrea din Roma (activă în jurul anului 1508), cunoscută ca specialistă în cosmetică și cosmeticiană a nobilei Caterina Sforza, fiind una dintre primele femei recunoscute oficial ca profesioniste în domeniul frumuseții în Europa.
Utilizarea cosmeticelor a fost dezaprobată în istoria occidentală. De exemplu, în secolul al XIX-lea, regina Victoria a declarat public machiajul ca fiind nepotrivit, vulgar, și acceptabil numai pentru utilizare de către actori.
În timpul secolului al XVI-lea, calitățile machiajului au fost observate de femeile care au folosit machiajul acest lucru creând o cerere pentru astfel de produse în rândul clasei superioare.

### Asia
Unul dintre cele mai populare medicamente tradiționale chinezești este ciuperca Tremella fuciformis, folosită ca produs de frumusețe de femei din China și Japonia. Se spune că ciuperca crește reținerea hidratării din piele și previne degradarea prematură a vaselor de sânge din piele, reducerea ridurilor și netezirea liniilor fine. Alte efecte anti-îmbătrânire provin din creșterea prezenței superoxid dismutază in creier si ficat; este o enzima care actioneaza ca un antioxidant puternic pe tot corpul, mai ales în piele.
Alte efecte anti-îmbătrânire provin din creșterea prezenței superoxid dismutază în creier și ficat; este o enzimă care acționează ca un antioxidant puternic pe tot corpul, mai ales în piele.

### Egiptul antic
Aici au fost descoperite numeroase rețete de preparate cosmetice, ale căror texte sunt adesea sculptate în pereții templelor. Aromatele, creme și vopsele pentru față erau destinate în primul rând preoților. Operele de artă ale vechilor egipteni și în primul rând desenele, dar și unele obiecte de ritual funerar, creează o idee mai exactă cu privire la cosmetica din țara faraonilor în comparație cu același fenomen din alte civilizații antice.
Mormintele antice conțineau vase cu produse cosmetice (vase kohl) și aplicatoare (linguri cosmetice). Egiptenii foloseau kohlul pentru înnegrirea ochilor; pe față își dădeau cu vopsea de plante, iar unghiile erau vopsite cu henna.
4000 î.e.n.: prima mențiune referitoare la produsele cosmetice. Femeile cu o anumită poziție socială aplicau pe față o cremă verde, din minereu de cupru, pentru a-și defini trăsăturile. Foloseau produse cosmetice pe bază de mercur și uleiuri parfumate și își pictau sprîncenele cu o cremă obținută din seu de oaie și plumb. Se pare că foloseau parfumul pentru a acoperi mirosul machiajului facial. 

### Firme de cosmetice
Dintre cele mai importante firme de cosmetice, cea mai mare este L'Oréal, care a fost fondată de Eugene Schueller în 1909 ca French Harmless Hair Colouring Company (deținută în prezent de Liliane Bettencourt 26% și Nestlé 28%, 46% sunt tranzacționate public).
Deși machiajul modern a fost utilizat în mod tradițional în principal de femei, un număr tot mai mare de bărbați folosesc produse cosmetice, de obicei, asociate cu femeile pentru a îmbunătăți sau a acoperi propriile lor caracteristici faciale. Companiile de cosmetice lansează produse cosmetice adaptate pentru bărbați.
În cadrul cosmeticii se folosesc în prezent diferite substanțe pentru curățarea, stabilizarea, revitalizarea, deodorarea ca și parfumarea pielii, unghiilor și a părului. Se folosesc frecvent în acest scop în afară de produse cosmetice și produse naturale.